# Псиол, Георгий Николаевич
Георгий Николаевич Псиол (1890—1920) — ротмистр 12-го гусарского Ахтырского полка, участник Белого движения на Юге России.

## Биография
Из потомственных дворян Полтавской губернии. Сын начальника Киевского удельного округа, действительного статского советника Николая Михайловича Псиола (1863—1933) и жены его баронессы Евдокии Александровны Унгерн-Штернберг (1868—1948).
Окончил Петровский Полтавский кадетский корпус (1907) и Елисаветградское кавалерийское училище (1909), откуда выпущен был корнетом в 12-й гусарский Ахтырский полк. Произведен в поручики 10 сентября 1912 года.
В Первую мировую войну вступил в рядах ахтырских гусар. За боевые отличия был награждён всеми орденами до ордена Св. Владимира 4-й степени. Произведен в штабс-ротмистры 23 апреля 1916 года «за выслугу лет», в ротмистры — 21 августа того же года «за отличия в делах против неприятеля». Был командиром эскадрона.
С началом Гражданской войны вступил в Добровольческую армию, участвовал в 1-м Кубанском походе в 1-м конном полку. Был произведен в полковники. С 13 марта 1919 года назначен командиром Сводного дивизиона, а с 27 мая 1919 — Сводного полка 12-й кавалерийской дивизии, с которым участвовал в Московском походе ВСЮР. После Новороссийской эвакуации был назначен командиром 3-го кавалерийского полка Русской армии. А марте 1920 года заболел тифом, командование временно принял А. А. Байдак. После выздоровления вернулся к командованию. Убит 20 июня 1920 года в хуторе Шматове, по другим данным — 22 июня 1920 у Корсунского монастыря.

## Награды
- Орден Святой Анны 3-й ст. с мечами и бантом (ВП 5.12.1914)
- Орден Святой Анны 4-й ст. с надписью «за храбрость» (ВП 5.12.1914)
- Орден Святого Владимира 4-й ст. с мечами и бантом (ВП 5.12.1914)
- Орден Святого Станислава 2-й ст. с мечами (ВП 2.05.1915)
- Орден Святой Анны 2-й ст. с мечами (ВП 8.10.1915)